# تيم كيف
تيم كيف (بالإنجليزية: Tim Keefe)‏ هو لاعب كرة قاعدة أمريكي، ولد في 1857 في كامبريدج في الولايات المتحدة، وتوفي بنفس المكان في 23 أبريل 1933.

## وصلات خارجية
- تيم كيف على موقع دوري كرة القاعدة الرئيسي (الإنجليزية)
- تيم كيف على موقعبيزبول رفرنس.كوم (الدوري الرئيسي) (الإنجليزية)
- تيم كيف على موقعبيزبول رفرنس.كوم (الدوري الثانوي) (الإنجليزية)
- تيم كيف على موقع جمعية أبحاث البيسبول الأمريكية (الإنجليزية)
- تيم كيف على موقع إي إس بي إن.كوم (أم.أل.بي) (الإنجليزية)
- تيم كيف على موقع مشجعي الرسوم البيانية (الإنجليزية)
- تيم كيف على موقع قاعة مشاهير كرة القاعدة (الإنجليزية)